# Gisborough Hall
Gisborough Hall est un manoir du XIXe siècle, aujourd'hui un hôtel, à Guisborough, Redcar et Cleveland, en Angleterre. Il s'agit d'un bâtiment classé Grade II.

## Histoire

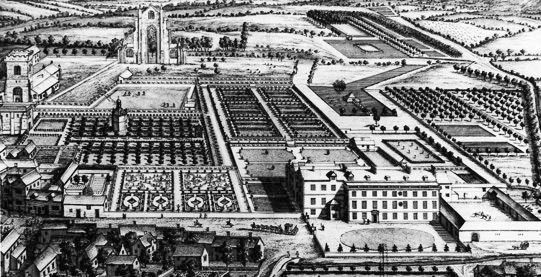
Vestiges du Prieuré de Gisborough 1709

Le manoir de Gisborough et le site du prieuré dissous de Gisborough sont acquis après la dissolution des monastères par  Thomas Chaloner vers 1558. Il construit un nouveau manoir adjacent aux ruines du Prieuré.
Le manoir est démoli au début du XIXe siècle lorsque la famille déménage à Long Hull. En 1842, l'amiral Thomas Chaloner hérite du domaine et crée en 1856 l'hôtel particulier actuel. La conception de la maison est attribuée à William Milford Teulon (en) par Historic England, bien que son frère aîné, Samuel Sanders Teulon soit répertorié comme architecte par l'édition 1966 du North Yorkshire des Pevsner Architectural Guides.
La maison, de style jacobéen, présente une façade principale sud de deux étages et des combles derrière des balustrades, avec sept travées, la travée centrale et les deux travées d'extrémité étant à pans coupés et à pignon.
À sa mort sans descendance, l'amiral lègue le domaine à son petit-neveu Richard Godolphin Walmesley Long (frère cadet du vicomte Long) qui en 1888 change son nom de famille en Chaloner. Il est créé baron Gisborough en 1917 et est mort au manoir en 1938.

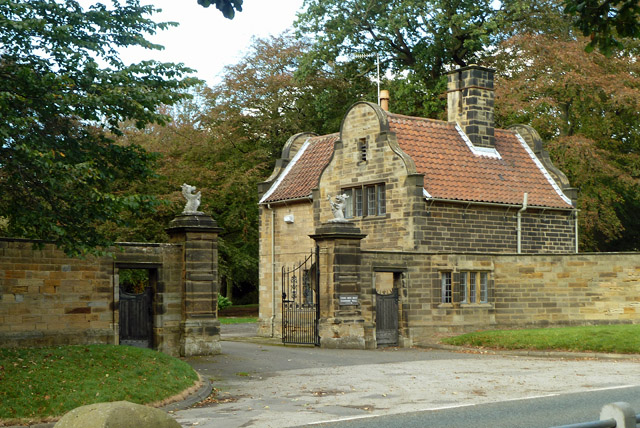
Ancienne Loge du Sud

La famille habite la maison jusqu'à la Seconde Guerre mondiale quand elle est réquisitionnée par l'Armée. Après la guerre, elle est louée au North Riding Council comme maison de retraite. En 1972, elle devient une maison de banquet et un restaurant non résidentiels.
En 2002, elle est rénovée et agrandie par la famille et fonctionne maintenant comme un hôtel de campagne quatre étoiles privé et un lieu de mariage et de conférence avec 71 chambres, le restaurant primé Chaloner's, De Brus Bar & Grill.
La maison est classée Grade II sur la liste du patrimoine national de l'Angleterre, tout comme l'ancienne écurie et son mur-écran attenant et ses piliers de porte à l'ouest de la salle. Les loges nord et sud de la salle sont également classées Grade II, tout comme les portes d'entrée et les murs d'enceinte au sud de la loge sud.